# Friedrich Theodor Withof
Friedrich Theodor Withof (* 27. Dezember 1731 in Duisburg; † 28. September 1782 in Lingen) war Professor für römische Altertümer am gymnasium academicum und Rektor der „niederen Schulen“, unter anderem der Lateinschule, in Lingen.
Friedrich Theodor Withof war der Sohn des Duisburger Professors für Beredsamkeit und Geschichte Johann Hildebrand Withof und dessen Frau Agnes Margarethe, geborene Gleim, (1696–1765). Einer seiner Brüder war Johann Philipp Lorenz Withof. Friedrich Theodor Withof begann 1747 ein Studium an der Alten Universität Duisburg, bevor er sich 1748 für Theologie am akademischen Gymnasium in Lingen, der 1697 von Wilhelm III. von Oranien gegründeten Universität, immatrikulierte. 1762 wurde er Professor für römische Altertümer am akademischen Gymnasium in Lingen. Am 28. September 1782 verstarb er in Duisburg.